# Resolució 1459 del Consell de Seguretat de les Nacions Unides
La Resolució 1459 del Consell de Seguretat de les Nacions Unides fou adoptada per unanimitat el 28 de gener de 2003. Després de recordar les resolucions 1173 (1998), 1295 (2000), 1306 (2000), 1343 (2001), 1385 (2001) i 1408 (2002) sobre el comerç il·lícit de diamants, el Consell va expressar el seu suport al Procés de Kimberley (anglès Kimberley Process Certification Scheme, KPCS).
En el preàmbul de la resolució, el Consell de Seguretat va continuar preocupat per la connexió entre el comerç il·legal de diamants en brut i el subministrament en conflictes armats. Va destacar la importància de la prevenció de conflictes i els principals països productors, comerciants i transformadors de diamants que participen en el Procés de Kimberley. A més, es van apreciar les contribucions de la indústria i la societat civil al desenvolupament del Pla.
La resolució va expressar el seu suport al sistema de certificació del procés de Kimberley i als esforços en curs per implementar i perfeccionar el règim com una contribució important contra el tràfic de diamants de sang.
També va acollir favorablement el sistema d'autoregulació voluntària i va destacar que era essencial la participació més àmplia possible en el Pla.